# Generali Arena
Generali Arena (dawniej Letenský stadion oraz Stadion Letná; 2003 – 2007 Toyota Arena; 2007 – 2009 AXA Arena) – stadion piłkarski w Pradze, w dzielnicy Letná (Bubeneč), stanowiący własność miasta Praga, na co dzień użytkowany przez AC Sparta Praga, a okazjonalnie przez piłkarską reprezentację Czech. Jego trybuny mogą aktualnie pomieścić 20 852 widzów.

## Historia
Budowę pierwszego stadionu w miejscu obecnego obiektu rozpoczęto w roku 1914. W 1917 gotowa była jedna trybuna mogąca pomieścić 1 600 osób. 13 maja 1917 rozegrano tutaj pierwsze zawody sportowe - mecz piłkarski, w którym Sparta Praga pokonała Viktorię Pilzno 3:2. W 1921 kosztem 900 000 koron czeskich i według projektu Lwa Lauermanna zakończono całą budowę. W 1934 zwiększono pojemność widowni z 25 000 do 45 000 miejsc, a w 1937 oddano do użytku - kosztem 650 000 koron czeskich - nową żelbetową trybunę. Do kolejnej przebudowy doszło w latach 1967–1969 i w takim stanie obiekt przetrzymał ćwierć wieku. 9 września 1994 zakończono ostatnią poważniejszą modernizację, nadającą obiektowi jego obecny kształt. Kolejne zamiany były już raczej kosmetyczne. Z czasem - ze względów bezpieczeństwa i komfortu - zmniejszono pojemność trybun z 21 362 do 20 852 miejsc siedzących, a w 2002 zainstalowano podgrzewanie murawy płyty głównej boiska. W 2005 - podczas letniej przerwy w rozgrywkach Gambrinus ligi - stadion został ponownie wyremontowany - m.in. zainstalowano nowe oświetlenie o natężeniu 1 600 luxów, a także odnowiono trybuny. W 2007 do użytku została oddana tzw. "trybuna rodzinna", na której znajduje się wiele atrakcji dla rodziców i ich dzieci.
W 2003 ze względów komercyjnych zmieniono nazwę obiektu ze Stadion Letná na Toyota Arena (zob. Toyota), w 2007 na AXA Arena (zob. AXA) a przed sezonem 2009/10 na Generali Arena (zob. Generali). Uzyskane w ten sposób środki pieniężne pozwalają na utrzymywanie i regularnie ulepszanie obiektu.

## Dojazd
Dojazd do stadionu zapewniają:
- miejska komunikacja tramwajowa – linie nr 1, 8, 25, 26, 45, 51, 56; przystanek "Sparta" (na czas remontu: zastępcza linia autobusowa X-1).
- metro – linia A; przystanek "Hradčanská" (około 1 km)